# Estadi Bloomfield
L'Estadi Bloomfield és un estadi de futbol situat a Tel Aviv, Israel. És la llar dels clubs Hapoel Tel Aviv, Maccabi Tel Aviv i Bnei Yehuda Tel Aviv. L'estadi té una capacitat per a 29.400 espectadors.

## Història
L'estadi de Bloomfield va ser construït a on havia estat el Basa Stadium. Basa va ser la casa del Hapoel Tel Aviv FC des de 1950 i avui dia segueixen jugant en aquesta zona. L'obertura de l'estadi data del 12 d'octubre de 1962. La trobada inaugural va ser un partit amistós del Hapoel Tel Aviv FC davant del FC Twente. El 1963, el rival del Hapoel de Tel Aviv, el Maccabi Tel Aviv, es va instal·lar a Bloomfield, després de disputar molts partits a l'Estadi Maccabiah. A partir de 2004, el Bnei Yehuda va jugar també a l'estadi. Actualment, el Bloomfield Stadium és dels pocs estadis que han estat acceptats per la FIFA i la UEFA per acollir finals.